# Amalie Winther Olsen
Amalie Winther Olsen (født 12. januar 1994 i Odense) er en forhenværende cykelrytter fra Danmark, der senest kørte for Torelli-Assure-Cayman Islands-Scimitar. Hendes primære disciplin er banecykling. 